# Kim Tae-yeon

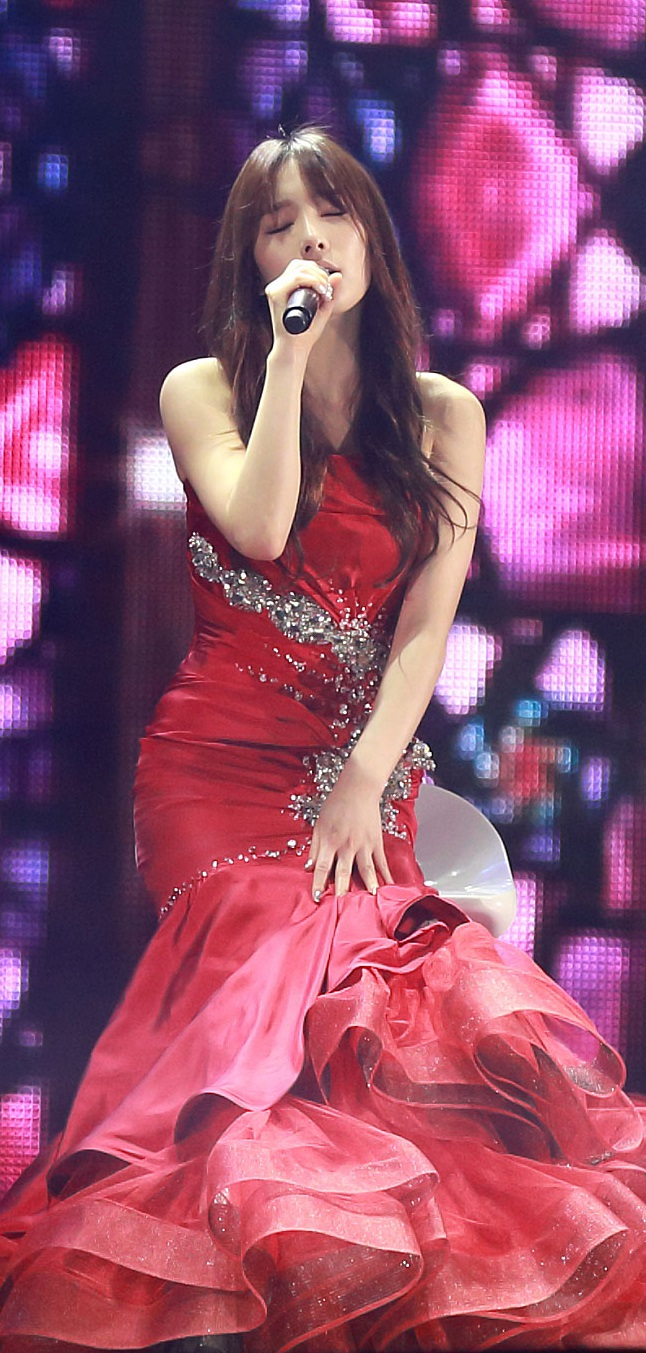
Taeyeon uppträder vid SMWeek i december 2013.

Kim Tae-yeon (hangul: 김태연), även känd under artistnamnet Taeyeon, född 9 mars 1989 i Jeonju, är en sydkoreansk sångerska.
Hon är medlem i den sydkoreanska tjejgruppen Girls' Generation sedan gruppen debuterade 2007, samt i undergruppen TaeTiSeo sedan 2012. Taeyeon släppte sitt debutalbum som soloartist den 7 oktober 2015.

## Diskografi

### Album
| Albuminformation                                                 | Topplacering          | Topplacering   |
| Albuminformation                                                 | Sydkorea (Gaon Chart) | Japan (Oricon) |
| ---------------------------------------------------------------- | --------------------- | -------------- |
| I (EP-skiva) - Släppt: 7 oktober 2015                            | 1                     | 5              |
| Why (EP-skiva) - Släppt: 28 juni 2016                            | 1                     | 2              |
| My Voice (Studioalbum) - Nyutgåva: Deluxe Edition (5 april 2017) | 1                     | 3              |

### Singlar
| År               | Titel                                               | Topplacering          | Topplacering     |
| År               | Titel                                               | Sydkorea (Gaon Chart) | Japan (Oricon)   |
| Solo & samarbete | Solo & samarbete                                    | Solo & samarbete      | Solo & samarbete |
| ---------------- | --------------------------------------------------- | --------------------- | ---------------- |
| 2010             | "Like a Star" (med The One)                         | 1                     | —                |
| 2011             | "Different" (med Kim Bum-soo)                       | 2                     | —                |
| 2014             | "Breath" (med Jonghyun)                             | 3                     | —                |
| 2015             | "I" (med Verbal Jint)                               | 1                     | —                |
| 2016             | "Rain"                                              | 1                     | —                |
| 2016             | "Starlight" (med Dean)                              | 1                     | —                |
| 2016             | "Why"                                               | 1                     | —                |
| 2016             | "11:11"                                             | 1                     | —                |
| 2016             | "The Blue Night of Jeju Island" (med Kyuhyun)       | 2                     | —                |
| 2017             | "Fine"                                              | 1                     | —                |
| 2017             | "Make Me Love You"                                  | 1                     | —                |
| Medverkan        |                                                     |                       |                  |
| 2015             | "Shake That Brass" (av Amber)                       | 17                    | —                |
| 2015             | "Scars Deeper Than Love" (av Yim Jae-beom)          | 53                    | —                |
| 2015             | "If the World Was a Perfect Place" (av Verbal Jint) | 25                    | —                |
| 2016             | "Don't Forget" (av Crush)                           | 2                     | —                |
| 2017             | "Lonely" (av Jonghyun)                              | 1                     | —                |

### Soundtrack
| År   | Titel                    | Topplacering          | Film/Serie                      |
| År   | Titel                    | Sydkorea (Gaon Chart) | Film/Serie                      |
| ---- | ------------------------ | --------------------- | ------------------------------- |
| 2008 | "If"                     | 1                     | Hong Gil-dong                   |
| 2008 | "Can You Hear Me"        | 1                     | Beethoven Virus                 |
| 2009 | "It's Love" (med Sunny)  | 1                     | Heading to the Ground           |
| 2010 | "I Love You"             | 1                     | Athena: Goddess of War          |
| 2012 | "Missing You Like Crazy" | 1                     | The King 2 Hearts               |
| 2012 | "Closer"                 | 1                     | To the Beautiful You            |
| 2013 | "And One"                | 1                     | That Winter, the Wind Blows     |
| 2013 | "Bye"                    | 21                    | Mr. Go                          |
| 2014 | "Love, That One Word"    | 8                     | You're All Surrounded           |
| 2016 | "All With You"           | 14                    | Moon Lovers: Scarlet Heart Ryeo |

## Filmografi

### Film
| År   | Titel             | Roll                               |
| ---- | ----------------- | ---------------------------------- |
| 2010 | Dumma mej         | Margo (röstroll) koreansk dubbning |
| 2013 | Dumma mej 2       | Margo (röstroll) koreansk dubbning |
| 2014 | My Brilliant Life | cameoroll                          |

### TV-serier
| År   | Titel                           | Kanal | Roll      |
| ---- | ------------------------------- | ----- | --------- |
| 2012 | Salamander Guru and The Shadows | SBS   | cameoroll |